# Сант-Андреа-аль-Квиринале
Сант-Андреа-аль-Квиринале (итал. Sant’Andrea al Quirinale, лат. Sancti Andreae in Quirinali) — титулярная церковь (с 21 февраля 1998 года) на Квиринальском холме в Риме, посвящённая Святому апостолу Андрею Первозванному.

## История
Церковь построена по проекту гения римского барокко архитектора Джованни Лоренцо Бернини в 1658—1678 годах для собраний иезуитов— членов Общества Иисуса — по поручению кардинала Камилло Памфили, племянника папы Иннокентия X. Бернини создал церковь в качестве ответного жеста своему сопернику Франческо Борромини, построившему поблизости, на Виа Квиринале, церковь Сан-Карло алле Куатро Фонтане. В 1870—1946 годах Сант-Андреа-аль-Квиринале была дворцовой церковью итальянского королевского дома.

## Архитектура

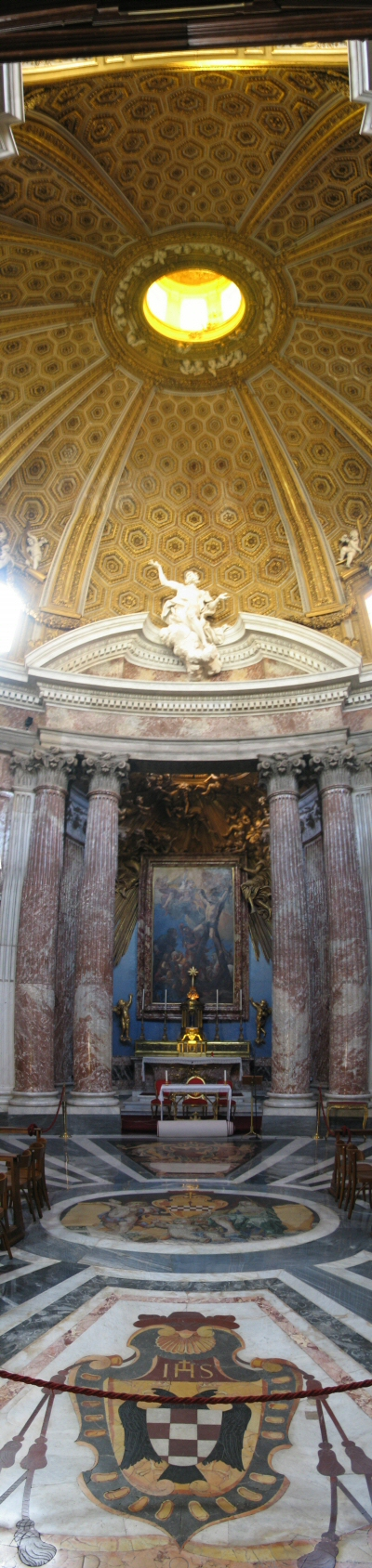
Интерьер церкви

Творение Бернини представляет собой оригинальное сооружение, овальное в плане, с полуротондой на главном фасаде, оформляющей вход. Полуротонду венчает коронованный герб семьи кардинала Камилло Памфили, племянника папы римского Иннокентия Х, который финансировал строительство: три лилии и изображение голубя с веткой маслины в клюве. Контраст плоскости фасада, полуротонды, венчающего её разорванного фронтона и полуциркульного окна над ротондой создает истинно барочное напряжение форм.
В интерьере храма помещён горельеф с фигурами ангелов, гербом семьи Памфили и бандеролью с надписью, сообщающей имена высоких покровителей. Интерьер впечатляет целостностью и экспрессией барочного пространства, сиянием золотистого света, льющегося из окон барабана купола и лантерны («фонаря») и высвечивающего поочередно, вместе с движением солнца, скульптуры из белого стукко (гипса), расположенные по кругу основания купола (скульптор Антонио Раджи). По периметру овального интерьера расположены главный алтарь (напротив входа) и четыре капеллы, оформленные колоннами, разноцветными мраморами и позолотой: капелла Св. Франциска Ксаверия, капелла Страданий Христовых, капелла Св. Станислава Костки (польского монаха-иезуита) и капелла Св. Игнатия де Лойолы (основателя и главы ордена иезуитов). Алтарную картину «Мученичество святого Андрея» написал работавший в Риме французский живописец Гийом Куртуа.
Кроме этого в церкви имеется сакристия и склеп (camera) Св. Станислава Костки с его нетленными мощами, скульптурным надгробием из цветного мрамора работы Пьера Легро Младшего и росписями Андреа Поццо.

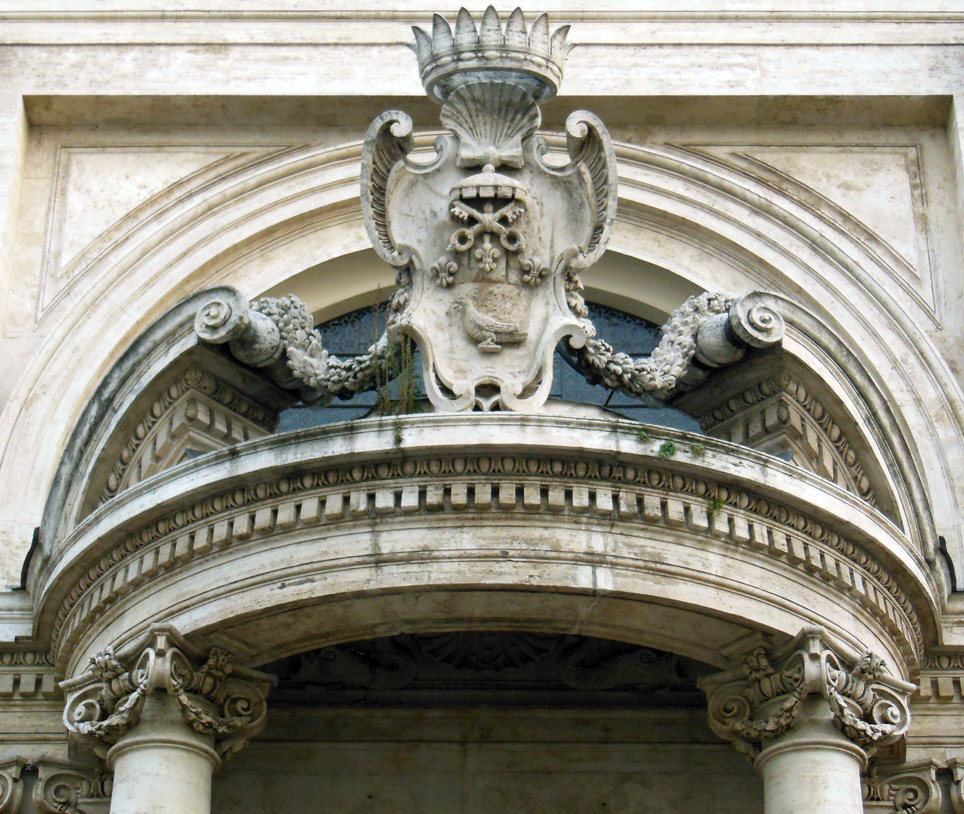
Портал-полуротонда с гербом семьи Памфили
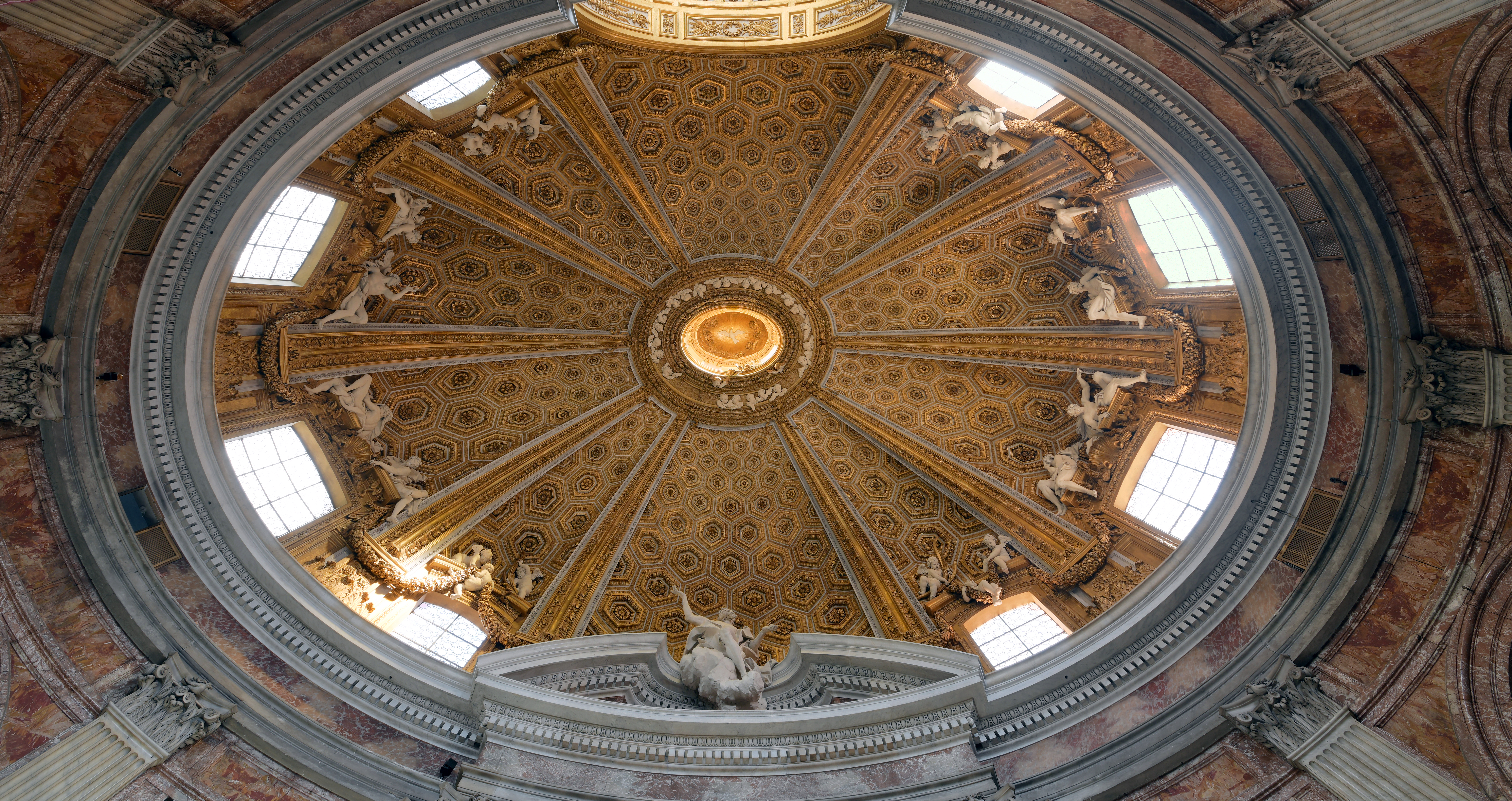
Вид подкупольного пространства
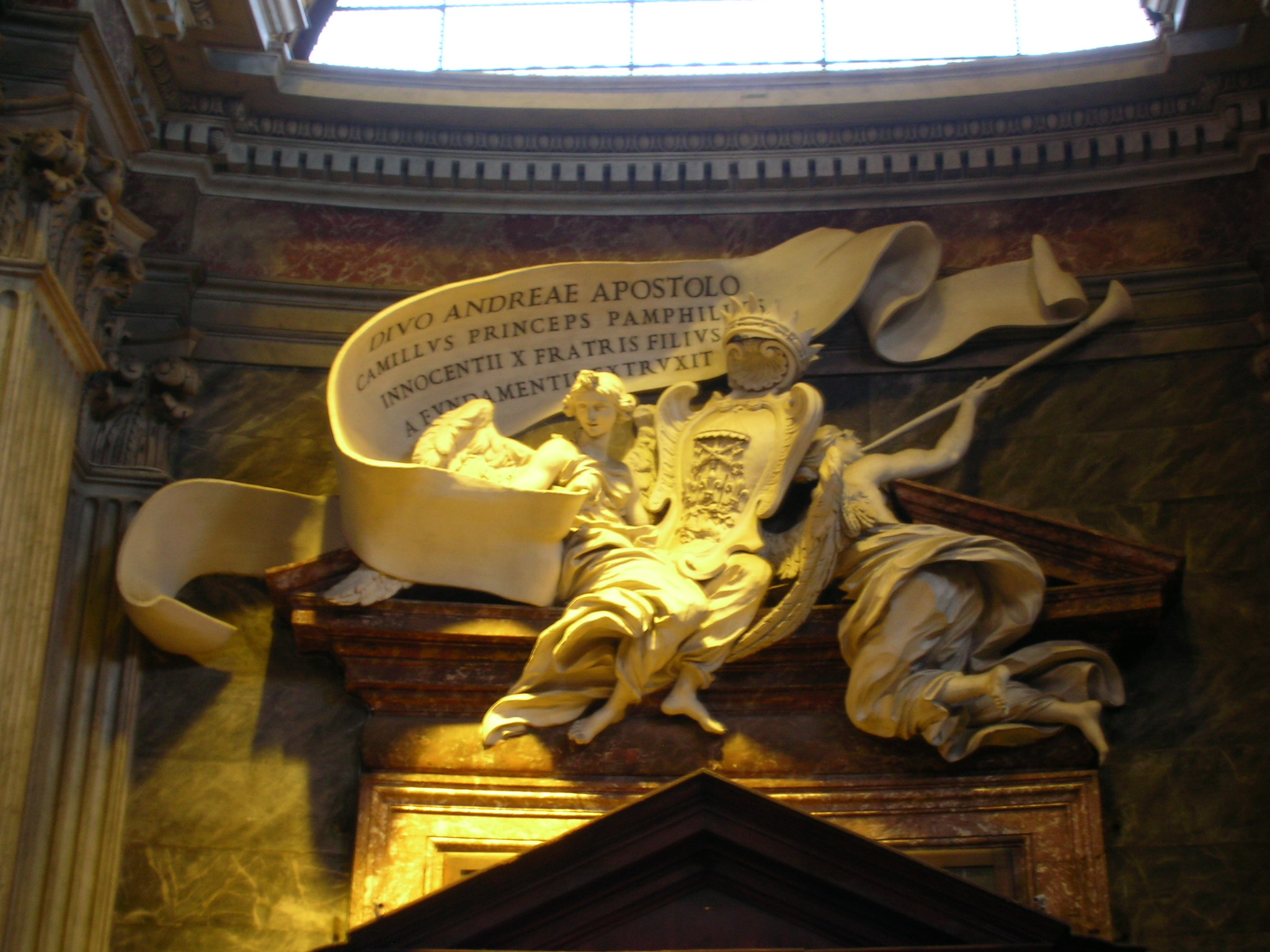
Фигуры ангелов с бандеролью
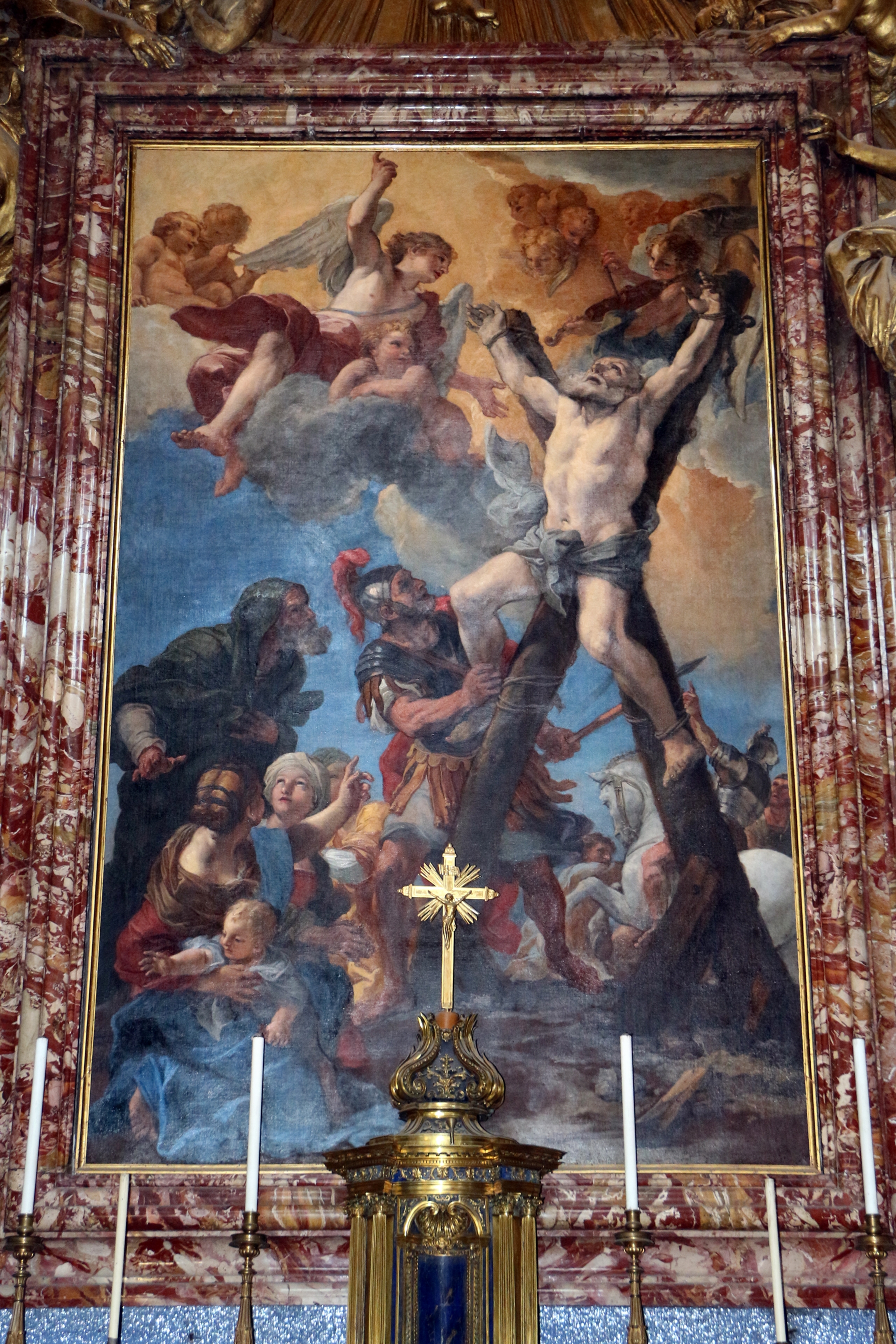
Г. Куртуа (Иль Боргоньоне). Мученичество Святого Андрея. Главный алтарь. 1668. Холст, масло
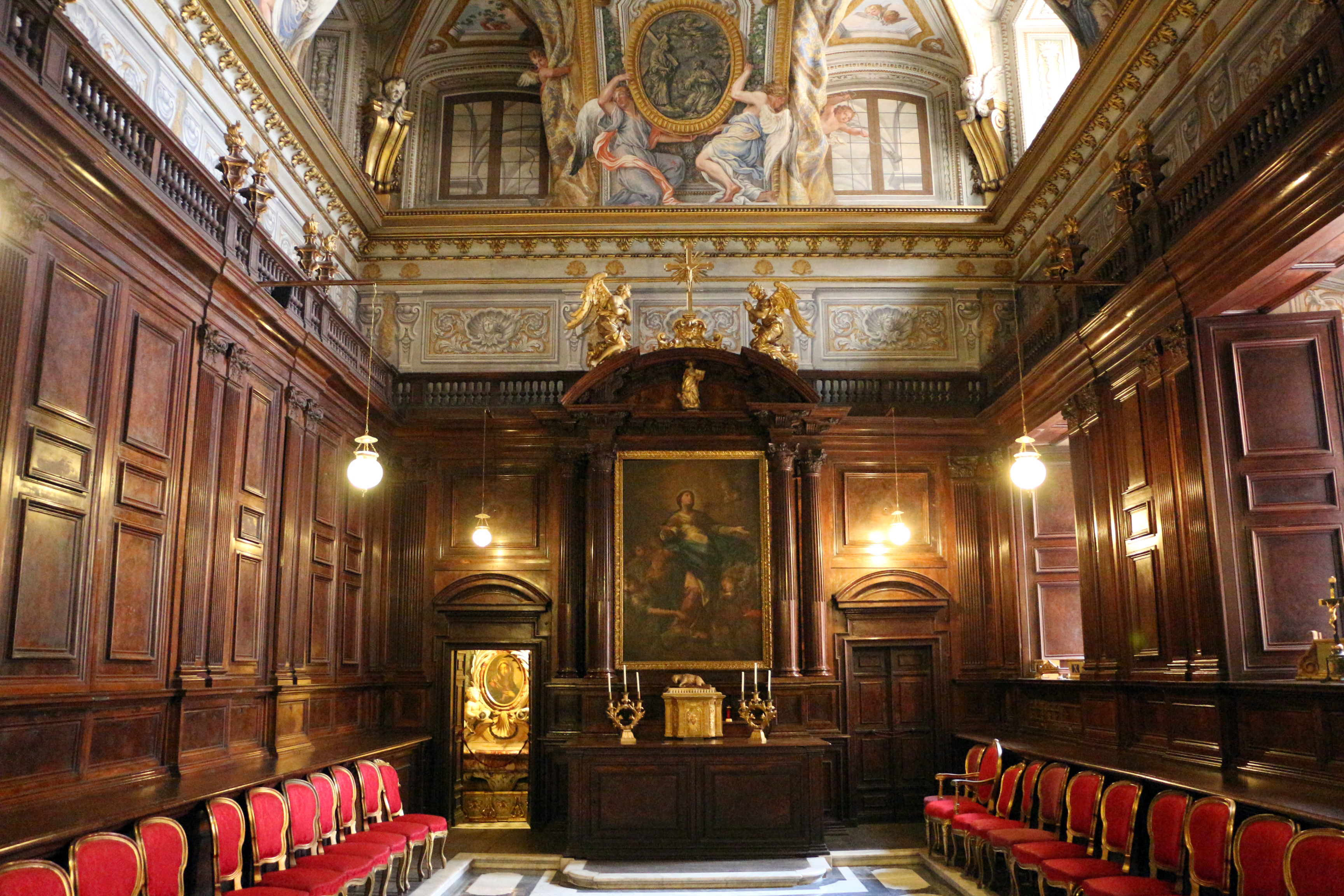
Сакристия
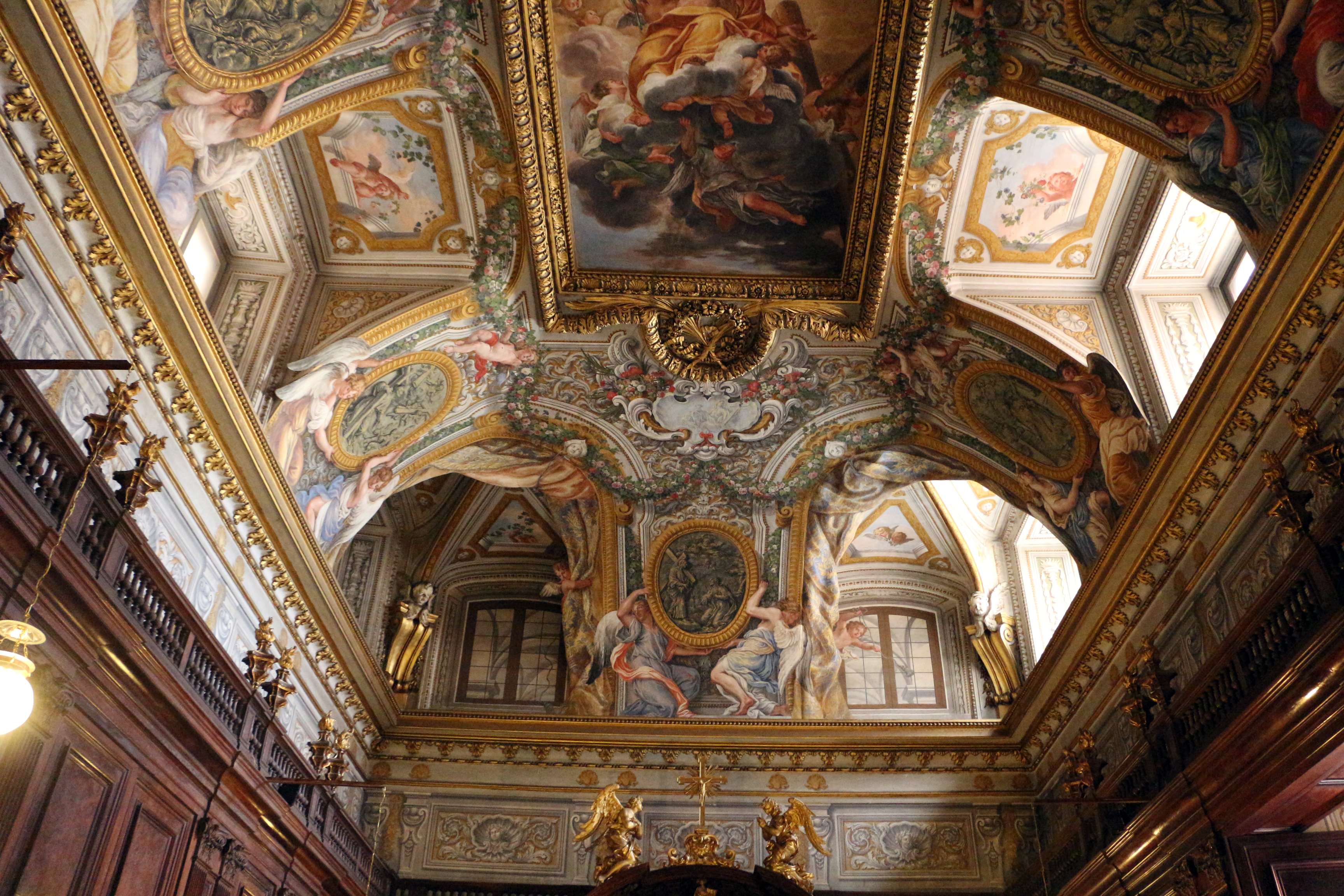
Сакристия. Росписи Андреа Поццо (?)
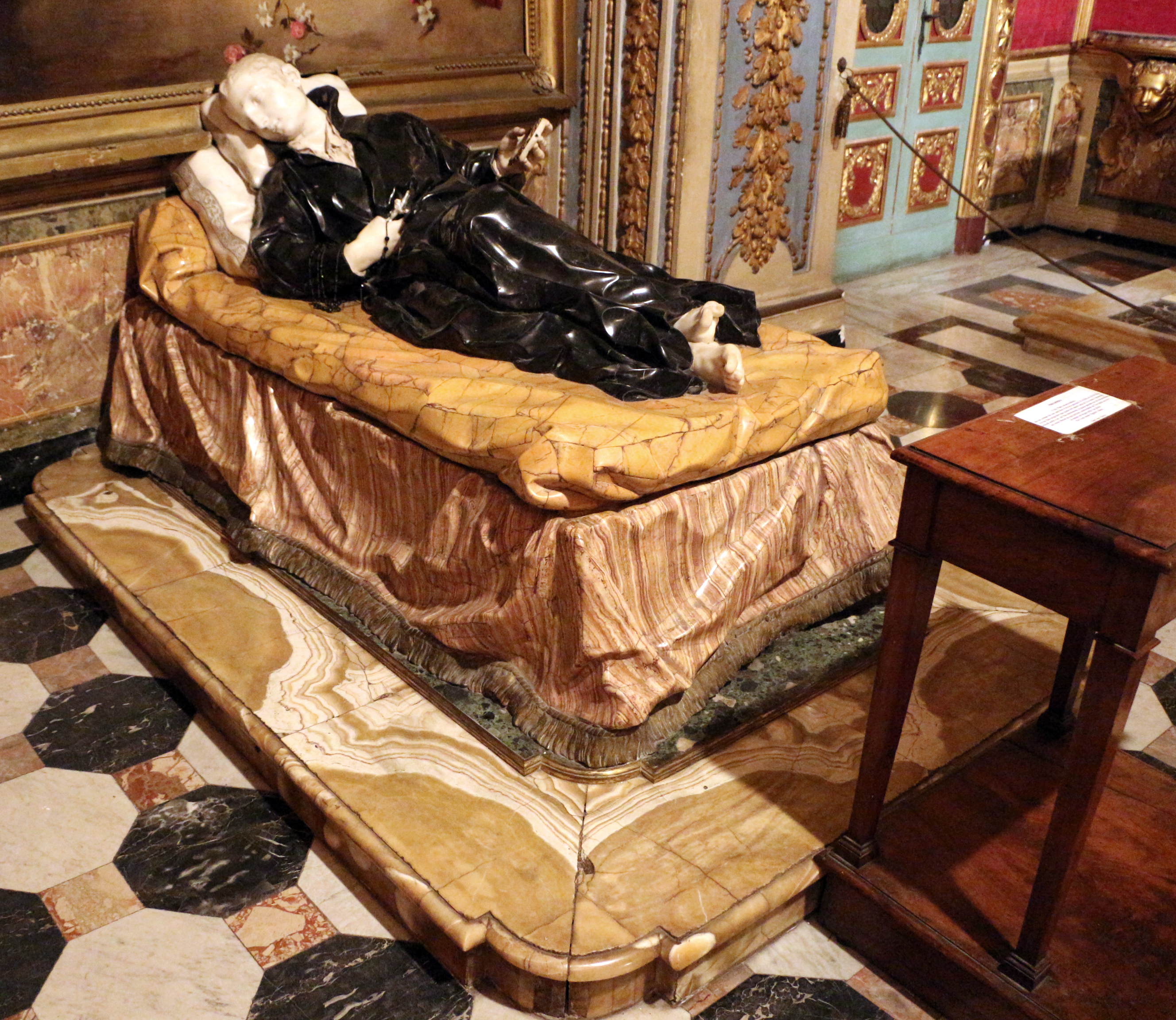
Надгробие  Св. Станислава Костки. 1702–1703. Скульптор П. Легро Младший. Мрамор

## Титулярная церковь
Церковь Сант-Андреа-аль-Квиринале является титулярной церковью, кардиналом-священником с титулом церкви Сант-Андреа-аль-Квиринале с 24 ноября 2007 года является бразильский кардинал Одилиу Педру Шерер.